# Ehra-Lessien
Ehra-Lessien är en kommun i Landkreis Gifhorn i förbundslandet Niedersachsen i Tyskland. I kommunen finns Ortsteile Ehra och Lessien.
Kommunen ingår i kommunalförbundet Samtgemeinde Brome tillsammans med ytterligare sex kommuner.